# 谷衛衝
谷 衛衝（たに もりみち）は、丹波国山家藩の第5代藩主。

## 生涯
第4代藩主・谷衛憑の長男。
享保2年（1717年）10月22日、父の隠居で跡を継ぐ。宝暦12年（1762年）4月8日、長男の衛将に家督を譲って隠居し、宝暦13年（1763年）5月13日に64歳で死去した。法号は廓公了無天性院。

## 系譜
- 父：谷衛憑（1674年 - 1754年）
- 母：不詳
- 正室：高木正陳の娘
  - 長男：谷衛将（1728年 - 1764年）
- 生母不明の子女
  - 次男：谷衛秀（1729年 - 1780年） - 谷衛将の養子
  - 三男：遠山景煕 - 旗本。明知遠山氏。
  - 女子：青木一都正室 - 摂津国麻田藩藩主
  - 女子：内藤信智正室 - 旗本
  - 女子：谷衛明（庄右衛門）室 - 分家。
  - 女子：小倉貢季室 - 公家。参議。
  - 女子：谷衛明（縫殿助）室 - 分家。